# Tarciane
Tarciane Karen dos Santos de Lima, plus couramment appelée Tarciane, née le 27 mai 2003 à Belford Roxo, est une footballeuse internationale brésilienne. Elle joue au poste de défenseuse centrale á l’Olympique Lyonnais.

## Biographie

### En club
Après avoir joué au futsal durant sa jeunesse, Tarciane débute le football en 2016 dans un projet social local nommé Daminhas da Bola, où elle amenée par son père,.
En 2019, elle rejoint le Fluminense FC, avec qui elle remporte le championnat du Brésil des moins de 18 ans. En janvier 2021, Tarciane signe un contrat amateur avec le club. Cinq mois plus tard, elle demande à quitter le club après 45 matchs et 16 buts.
Elle rejoint alors le SC Corinthians, avec qui elle signe un contrat jusqu'à la fin de l'année 2022. En décembre 2022, elle prolonge son contrat avec le Timão jusqu'en 2024. Avec le Corinthians, elle remporte trois championnats du Brésil consécutifs entre 2021 et 2023, ainsi que trois Supercoupes du Brésil entre 2022 et 2024. Sur le plan continental, Tarciane et ses coéquipières remportent la Copa Libertadores 2023.
Le 23 avril 2024, Tarciane rallie le club américain du Dash de Houston jusqu'en 2026, avec une année supplémentaire en option. Le montant du transfert est estimé à 485 000 dollars, un record pour le football féminin brésilien,.
Après une seule saison en NWSL, elle part en Europe et signe à l'Olympique lyonnais, pour un transfert estimé autour de 800 000 €, un montant record dans le championnat français.

### En sélection
Tarciane est internationale dans la catégorie des moins de 17 ans.
En avril 2022, ses compatriotes et elle remportent le Championnat d'Amérique du Sud des moins de 20 ans.
En août 2022, elle est élue meilleure joueuse de la Coupe du monde des moins de 20 ans, et remporte la médaille de bronze de cette même compétition.
Tarciane honore sa première sélection en équipe du Brésil face à la Norvège le 7 octobre 2022, en remplaçant Kathellen Sousa à la mi-temps de la victoire 4-1.
En 2024, elle remporte la médaille d'argent aux Jeux olympiques de Paris.

## Palmarès

### En club
- SC Corinthians
  - Vainqueuse du Championnat du Brésil en 2021, 2022 et 2023
  - Vainqueuse de la Supercoupe du Brésil en 2022, 2023 et 2024
  - Vainqueuse de la Copa Libertadores en 2021 et 2023
  - Vainqueuse du Championnat de São Paulo en 2021 et 2023
  - Vainqueuse de la Coupe de São Paulo en 2022

### En sélection
- Équipe du Brésil des moins de 20 ans
  - Vainqueuse du Championnat d'Amérique du Sud féminin des moins de 20 ans en 2022

- Équipe du Brésil
  - Médaille d'argent des Jeux olympiques en 2024